# Короткокоготный кустарниковый жаворонок
Короткокоготный кустарниковый жаворонок (лат. Certhilauda chuana) — вид воробьиных птиц из семейства жаворонковых (Alaudidae). Подвидов не выделяют. Распространены в Ботсване и ЮАР.

## Описание
Короткокоготный кустарниковый жаворонок достигает длины от 18 до 20 см. Самцы заметно тяжелее самок и весят от 32 до 48 г, тогда как самки — от 26 до 32 г. Длина хвоста у самцов варьирует от 69 до 86 мм, а у самок — от 62 до 70 мм. Клюв также длиннее у самцов (19—24,5 мм), чем у самок (17,0—22,1 мм). Половой диморфизм в окраске оперения не выражен. Перья на макушке тёмно-коричневые с окантовками от бледно-коричневого до насыщенно-рыжевато-коричневого цвета. Длинная, относительно широкая, от бледно-охристого до почти белого цвета надбровная дуга простирается от основания клюва до затылка. В задней части дуги перья слегка удлинены, придавая надбровной дуге тонкий вид; надбровная дуга не сходится над клювом. Ниже надбровной дуги проходит узкая полоска от тёмно-коричневого до чёрного цвета. Маленькие перышки вокруг глаз того же цвета, что и надбровная дуга. Кроющие перья ушей от бледных до насыщенно-рыжевато-коричневых с широкими тёмно-коричневыми кончиками и относительно широкими бледно-охристым краями. Перья на затылке и задней части шеи от бледно-рыжего до беловато-серого цвета, с узкими тёмно-коричневыми серединками; эти перья образуют нечеткий, бледный воротник на задней части шеи, разделяющий голову и спину. Перья мантии, спины и кроющих крыльев напоминают перья на макушке, с бледными или насыщенно-рыжими краями и широкими, от темно-коричневых до черноватых центров, доходящими до кончиков перьев. Надхвостье и кроющие перья хвоста заметно более насыщенного рыжего цвета, чем спина, с узкими тёмно-коричневыми прожилками. Хвост тёмно-коричневый, с центральной парой рулевых перьев, имеющих широкий рыжеватый край  остальные рулевые перья имеют узкую окантовку бледно-рыжего цвета. Маховые перья коричневые с широкими от бледно-рыжего до насыщенно–рыжеватого цвета краями на второстепенных маховых перьях; первостепенные маховые перья имеют узкую окантовку от бледно-рыжеватого до охристо-коричневого цвета. Нижние кроющие крыла и подмышечные впадины бледно-рыжевато-бурые. Основные и второстепенные кроющие перья подкрылий тёмно-коричневые; второстепенные имеют широкую окантовку от бледной до насыщенно-рыжевато-коричневой. Подбородок и горло от беловатого до желтовато-коричневого цвета, но более бледные, чем грудь и остальная нижняя часть тела. Перья нижней части горла и верхней части груди имеют тёмно-коричневые кончики, напоминающие направленные вверх стрелы. Остальная часть нижней части тела от кремовой до бледно-рыжеватой.
Клюв относительно длинный, тонкий и слегка изогнутый, тёмного рогового цвета с бледным голубовато-серым основанием. Ноздри овальной формы открыты, но мясистая крышечка прикрывает их сверху. Радужная оболочка тёмно-коричневая. Цевка и ноги от бледного розовато-серого до желтовато-коричневого цвета.
Общее название вида связано с коротким загнутым задним когтем, который короче заднего пальца.

## Места обитания
Короткокоготный кустарниковый жаворонок обитает в открытой саванне на твердых почвах с редким травяным покровом и разбросанными низкими кустарниками рода Вахелия, обычно на высоте 1000—1400 м над уровнем моря. Тесно связан с сельскими районами ведения натурального хозяйства, где интенсивный выпас скота, вытаптывание скотом, заготовка древесины и обширные площади залежных земель создают его предпочтительную структуру обитания. Другие излюбленные места обитания включают обочины дорог с короткой травой и большим количеством голой земли, а также неглубокие открытые карьеры с низкими кустами. Избегает участков с высокой, густой травой и древесным покровом, а также мест, где произошло плотное зарастание кустарником.